# Giorgio Pallavicino Trivulzio

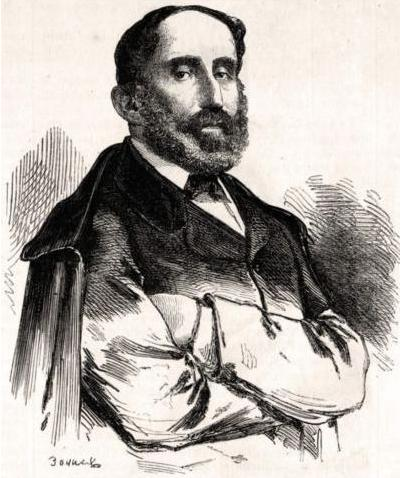
Giorgio Pallavicino Trivulzio um das Jahr 1864

Giorgio Pallavicino Trivulzio (* 24. April 1796 in Mailand; † 4. August 1878 in Casteggio) war ein italienischer Politiker und Patriot.

## Leben
Die Wurzeln des Adelsgeschlechts der Pallavicini reichen ins 10. Jahrhundert zurück, ebenso wie die der Trivulzio. Giorgio verlor den Vater früh. Zum Glück unterhielt er zu Giuseppe Vismara, dem zweiten Mann seiner Mutter, der Gräfin Anna Besozzi, eine herzliche Beziehung. Giorgio besuchte das von Jesuiten geführte Kolleg für junge Edelleute in Parma. Napoleon fegte die Jesuiten hinweg und führte militärische Sitten in der Lehranstalt ein. Die Mutter schlug dem Jungen vergeblich ein Jura-Studium vor. Stattdessen bereiste der wohlhabende Giorgio bis 1821 alle möglichen europäischen Länder.
Giorgio Pallavicino beteiligte sich mit Silvio Pellico an den Erhebungen der Carbonari 1821 im Piemont und wurde  am 4. Dezember 1821 verhaftet. Gegenüber dem geschickten Untersuchungsrichter Salvotti gab er Einzelheiten preis, die unter anderen zur Verhaftung von Federico Confalonieri führten.
Pallavicino wurde zum Tode verurteilt. Der Kaiser von Österreich begnadigte den Verschwörer zu zwanzig Jahren Kerker. Pallavicino verbüßte die Strafe in der Brünner Festung Spielberg. Dort war er mit einem gewissen Tonelli eingesperrt, mit dem er befreundet blieb. Es folgte die Verlegung in das Kastell Gradisca. Dort teilte er mit einem alten slawischen Bauern die Zelle. Dieser Alte war als Räuber zu lebenslanger Haft verurteilt worden. Laibach, die letzte Station der Gefängnisse, brachte 1835 mit dem Tod des Kaisers die Freiheit. Pallavicino kehrte nach einer neuerlichen Amnestie 1840 aus dem von den Österreichern befohlenen Zwangsaufenthalt in Prag mit seiner jungen Frau, der zweiundzwanzig Jahre jüngeren Prager Kaufmannstochter Anna Koffmann, in die Lombardei heim. Das Paar bekam eine Tochter. Pallavicino erlebte deren Verheiratung.
Nach seiner Teilnahme an dem Mailänder Fünf-Tage-Aufstand flüchtete er 1848 über die Schweiz nach Paris. Am 1. August 1857 gründete er mit dem Venezianer Daniele Manin in Turin den „Italienischen Nationalverein“. Pallavicino saß
in der zweiten bis siebten Legislaturperiode im Turiner Parlament und wurde dort im April 1860 Senator.
Pallavicino schloss sich nach Manins Tode Garibaldi an. Nachdem dieser im September 1860 Neapel eingenommen hatte, ernannte er Pallavicino zum Prodiktator der Stadt. Viktor Emanuel II. dekorierte Pallavicino im selben Jahr für seine Bemühungen im Oktober 1860 zur territorialen Vergrößerung des Königreichs Sardinien mit dem Annunziaten-Orden (siehe unten). Obwohl Pallavicino in jenem Oktober 1860 gegen den Willen Garibaldis gehandelt hatte, war der nicht nachtragend und machte den Gefolgsmann für kurze Zeit zum Präfekten von Palermo. Pallavicino war auch im Spätsommer 1862 bei Aspromonte an Garibaldis Seite, zog sich aber nach dem Fiasko endgültig aus der Politik zurück.
Als sich 1869 im Königreich Italien Republikaner erhoben, wollte der Korporal Pietro Barsanti nicht gegen die Bevölkerung vorgehen und wurde zum Tode verurteilt. Anna Pallavicino, die Viktor Emanuel II. eine Petition übergeben wollte, wurde nicht zum König vorgelassen. Der Befehlsverweigerer Barsanti wurde hingerichtet. Aus Protest gab Giorgio Pallavicino dem König seinen Annunziaten-Orden zurück.
Pallavicino starb auf seinem lombardischen Landsitz.

## Ehrungen
- Ritterorden der hl. Mauritius und Lazarus – Komtur
- Ritterorden der hl. Mauritius und Lazarus – Großkomtur
- 1860 Annunziaten-Orden
- 1860 Ritterorden der hl. Mauritius und Lazarus – Großkreuz